# Готландский договор (1288)

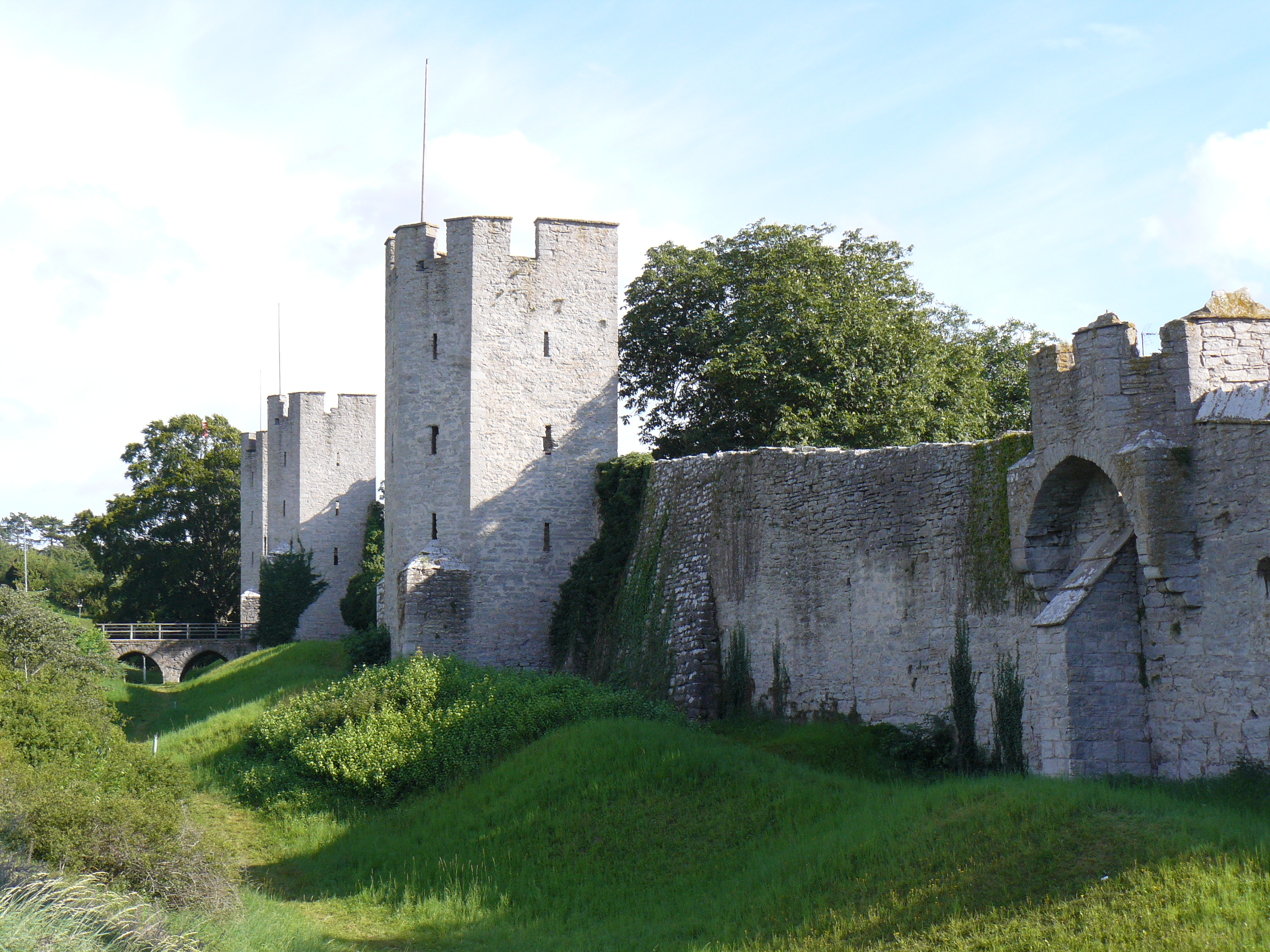
Городская стена Висбю

Готландский договор (швед. Gotländska freden) — мирное соглашение, заключённое при посредничестве шведского короля Магнуса III Ладулоса между крестьянами шведского острова Готланд и горожанами Висбю, крупнейшего города острова. Предположительно, конфликт между ними возник в результате соперничества из-за прибыли от гутнийской торговли на Балтийском море, а также разногласий между двумя этими группами населения острова по поводу пошлин, взимаемых горожанами со всех видов товаров, поступающих в Висбю. Крестьяне были возмущены новыми пошлинами, введёнными в 1288 году, после завершения строительства городской стены Висбю. Многие из жителей города были германскими торговцами, связанными с теми объединениями купцов, которые в конечном итоге приведут к созданию Ганзейского союза.
Горожане помешали крестьянам выбраться с острова на материк, где те хотели выразить свой протест королю. Вскоре между горожанами и крестьянами вспыхнули открытые боевые действия. Сражение произошло при Хёгебро, из которого горожане вышли победителями благодаря своему превосходству в вооружении. Однако крестьяне отказались сдаваться, и у монастыря в готландском селении Рома состоялась новая битва, в которой ни одна из сторон не смогла одержать верха.
После этого в конфликт вмешались готландские священнослужители, которые пытались добиться примирения между враждующими сторонами. В итоге им всё-таки удалось добиться хрупкого мира.
Когда король Магнус III Ладулос получил известия о готландском конфликте, он в августе 1288 года вызвал представителей воюющих сторон в город Нючёпинг. Кроме того, он повелел горожанам выплатить 2000 марок серебра гутнийского стандарта и 500 марок серебра разного качества в качестве покаяния за их деяния. Шведский король также заявил, что будущие конфликты на острове должны разрешаться только им и что крестьянам нельзя препятствовать подавать ему жалобы. Магнус III Ладулос также заключил договор с городом Висбю, принципиальным моментом которого было указание на то, что только шведский король является владыкой острова Готланд.
Шведский король давно желал расширить сферу своего влияния на восток и получать большую долю от прибыльной торговли на Балтийском море. Конфликт между горожанами и крестьянами Готланда предоставил ему прекрасную возможность укрепить свою власть над этим островом, который до того момента пользовался значительной автономией.